# Asakusa
Asakusa (浅草) je okrožje v Taitōju v Tokiu na Japonskem. Znano je kot lokacija Senso-dži, budističnega templja, posvečenega bodhisatvi Kanonu. V Asakusi je več drugih templjev, pa tudi različni festivali, kot je šintoistični Sandža Macuri.

## Zgodovina
Razvoj Asakuse kot zabaviščnega okrožja v obdobju Edo je delno nastal zaradi sosednjega okrožja Kuramae. Kuramae je bil predel skladišč za riž, ki je bil nato uporabljen kot plačilo za služabnike fevdalne vlade. Skrbniki (fudasaši) teh skladišč so sprva skladiščili riž za majhno plačilo, čez leta pa so ga začeli menjavati za denar ali ga prodajati lokalnim trgovcem z maržo. S takšnim trgovanjem so številni fudasašiji prišli do znatnega zneska razpoložljivega dohodka in posledično so v bližnji Asakusi začela nastajati gledališča in hiše gejš.
Večji del 20. stoletja je Asakusa ostala glavna zabaviščna četrt v Tokiu. Rokku ali »šesto okrožje« je bilo še posebej znano kot gledališko okrožje, v katerem so bili slavni kinematografi, kot je Denkikan. Zlata leta Asakuse so živo prikazana v romanu Yasunarija Kawabate Asakusa Kurenaidan (浅草紅團Škrlatna tolpa Asakuse -1930). Območje je bilo močno poškodovano zaradi ameriških bombnih napadov med drugo svetovno vojno, zlasti bombardiranja Tokia 10. marca 1945. Območje je bilo obnovljeno po vojni, vendar so ga zdaj presegli Šindžuku in druga pisana območja v mestu v svoji vlogi četrti za užitke.
Asakusa je bilo okraj mesta Tokjo. Leta 1947, ko se je mesto preoblikovalo v metropolo, so ga združili s Šitajo in oblikovali sodobno okrožje Taito. Nekdanje okrožje je obsegalo 19 sosesk v vzhodni polovici Taitōja.

## Geografija
Asakusa je na severovzhodnem robu osrednjega Tokia, na vzhodnem koncu tokijske metro linije Ginza Line, približno eno miljo vzhodno od glavnega železniškega/podzemnega križišča Ueno. Je osrednji del območja, ki se pogovorno imenuje Šitamači, kar dobesedno pomeni »nizko mesto«, kar se nanaša na nizko vzpetino tega starega dela Tokia na bregovih reke Sumida. Kot že ime pove, ima območje bolj tradicionalno japonsko vzdušje kot nekatere druge soseske v Tokiu.

## Znamenitosti
Ker je toliko verskih ustanov, so v Asakusi pogosti macuri (šintoistični festivali), saj vsak tempelj ali svetišče gosti vsaj en macuri na leto, če ne vsako sezono. Največji in najbolj priljubljen je Sandža Macuri v maju, ko so ceste zaprte od zore do poznega večera. Pesnik Macuo Bašō je v haikuju omenil Asakusin tempelj.
- Ladja za križarjenje po Tokiu
- Asakusa Kinryuzan – št. 99 iz knjige Sto slavnih pogledov na Edo Utagava Hirošigeja
- Asakusa rokku-čome je bilo nekoč največje gledališko okrožje v Edu.
- Ozka ulica, polna ljudi.

## Hrana in pijača
Asakusa ima veliko restavracij in krajev, kjer lahko poskusite tradicionalno japonsko hrano. Ena najbolj priljubljenih poslastic je sacuma imo, sladki krompir. Druga posebna poslastica je čikuva kamaboko, ribje pecivo na žaru. Trgovina Suzuhiro streže lokalno craft pivo s tradicionalnim kamabokom. Asakusa je znana tudi po začimbah, kot sta šičimi (七味唐辛子, čili poper s sedmimi okusi) in sanšō (japonski poper - Zanthoxylum piperitum).
V mestu, kjer je zaradi vojnega bombardiranja zelo malo stavb, starejših od 50 let, je v Asakusi večja koncentracija stavb 1950-ih in 1960-ih kot večina drugih območij v Tokiu. V celotnem okrožju so tradicionalni rjokan (gostišča) in manjše stanovanjske stavbe.
V skladu s posebno tokijsko tradicijo Asakusa gosti veliko skupino trgovin z domačo kuhinjsko posodo na Kapabaši-dori, ki jo obišče veliko Tokijčanov zaradi osnovnih potrebščin. Poleg templja Sensō-dži je majhen zabaviščni park Hanajašiki, ki trdi, da je najstarejši zabaviščni park na Japonskem. Gledališča so specializirana za predvajanje klasičnih japonskih filmov, saj je veliko turistov starejših Japoncev.
Križarjenja po reki Sumida se začnejo s pristanišča, ki je od templja oddaljeno pet minut hoje.
Asakusa je najstarejše okrožje gejš v Tokiu in ima še vedno 45 aktivnih gejš.
Asakusa je zaradi svoje barvite lokacije, prepoznavnosti središča mesta in sproščenega vzdušja po standardih Tokia priljubljena nastanitev za popotnike z nizko ceno.

## Karneval
Soseska je znana po letnem brazilskem karnevalu. Brazilci so precej prisotni v lokalni skupnosti in tam ima sedež Združenje šol sambe Asakusa.

## Sandža Macuri
Čeprav je v Asakusi skozi vse leto veliko festivalov, je najbolj znan med njimi Sandža Macuri, znan tudi kot Sandža Festival, ki poteka maja. Na tem festivalu mikoši (prenosna svetišča) vlečejo po ulicah, medtem ko jih spremljajo glasni vzkliki in v treh dneh festivala pride na praznovanje 1,5 milijona ljudi.

## V umetnosti in literaturi
- Kavabata Jasunari, Škrlatna tolpa Asakusa (1930)
- Kankiči Rjocu, protagonist priljubljene anime in manga serije KočiKame, je rojen v Asakusi.
- Corn Dog, 1. sezona, 2. epizoda Midnight Diner, Tokyo Stories, izvirne serije Netflix (2016), govori o starem komiku, ki dela v Asakusi in njegovem uspešnem mladem varovancu.
- Anime Sarazanmai je postavljen v Asakusa.
- V seriji animejev in mang Fire Force se Asakusa prikaže kot okrožje pod jurisdikcijo Specialne gasilske čete 7 in je prizorišče loka Asakusa.
- V priljubljeni seriji animejev in mang, Demon Slayer, poglavja 14–17 in epizode 7–10, je primarna lokacija Asakusa iz obdobja Taišō.